# Захаржевська башта
Захаржевська башта — знаходиться в Старому місті Кам'янця-Подільського. Розташована на крутому схилі правого берега Смотрича між Міською та Польською брамами. 

## Опис
Захаржевською названо на плані міста 1773, в описі міста 1700 — Турецькою. Не зафіксована документами назва — башта на броді — з'явилася в довідці Євгенії Пламеницької за 1977, однак саме ця назва стала найпопулярнішою. На думку Миколи Петрова, найвірогідніше, башту звели з каменю в 16-17 століттях, у 18 столітті реконструювали. Євгенія Пламеницька датує зведення башти 15 століттям.
Перша письмова згадка башти відноситься до 1613 року. Найраніше зображення башти можна побачити на плані Кипріана Томашевича, створеного в 1672–1673 рр.
Кам'яна, двоярусна, майже кругла, діаметром 9-10 м. Стіни товщиною 1,3 м із напільного боку і 0,7 м на рівні другого ярусу з боку схилу. На висоту першого ярусу вежа примикає до скелі. Вхід розташований з боку схилу в східній стіні на рівні другого ярусу. Збережені бійниці мають арочні перемички. Підлогою вежі служить скеля. Яруси з'єднані приставними сходами.
Належить до північно-західних міських укріплень. Розташована на скельному уступу каньйону на висоті 13 м від берегової смуги. Віднесена від Нижньої Польської брами на 300 м, була дозорною, охороняючи ділянку дороги під скелею і місце переїзду через річку бродом. Добудовувалась в XVI ст. В кінці XVII ст. дах і верх стін були зруйновані. У XVIII ст. верхній ярус втратив оборонне значення, його бійниці були закладені, верх стін відремонтований, замість даху зроблено плоске перекриття. На початку XIX ст. башта була засипана і над нею влаштована альтанка. У 1962 р. на башті проведені консерваційні роботи. У 1966 р. унаслідок підмиву її скельної основи ґрунтовими водами обвалилася частина скелі разом із фрагментом стіни. Проєкт відновлення башти почали розробляти в 1970-х роках, в 1977 році проєкт був затверджений. У 1983-87 р. проведено відновлення вежі у первісному вигляді за проєктом Євгенії Пламеницької. Під час святкування дня Кам'янця в 2003 році згорів дах башти, його відновили за місяць-два.

## Фотографії
- tovtry.km.ua